# Портрет архітектора Олександра Кокорінова
«Портрет архітектора Олександра Кокорінова» - відомий зразок парадного портрету другої половини 18 століття роботи  Левцького Дмитра Григоровича.

## Пошуки ідеалу
Левицький пройшов довгий мистецький шлях до кінця 1760-х років, був і богомазом, і декоратором, і встиг виробитися у досвідченого портретиста. Останнє не можливе без довгого і копіткого дослідження людей, не тільки їх зовнішності, а й характерів, вчинків, намірів і того прихованого, що розкривало сутність особи найбільш повно. Левицький зростав разом з цим пізнанням і самопізнанням. Здібності майстра були такими значними, що він швидко перейшов від застиглих образів іконопису до яскравих світських характеристик сучасників (Урсула Мнішек, Акторка Анна Давіа Бернуцци). Серед його перших творів - портрети царських осіб на Тріумфальних арках в Москві з приводу коронації Катерини ІІ.
Кожна епоха має власну уяву про сучасний їй ідеал чи про «володаря думок». Доля надасть можливість зустрітися Левицькому з одним «володарем думок» - і це був французький філософ і письменник Дені Дідро. Але Левицький уважно вдивлявся не тільки в обличчя Дідро, портрет якого йому дозволили створити під час візиту Дідро у Петербург. Не менш уважно художник вдивлявся і у обличчя сучасників-росіян, тихо, але цілком розділяючи захопленням життям, його дарунками, дарунками наук і мистецтв, які побачив в очах поета і архітектора Миколи Львова чи архітектора Кокорінова. Дружні стосунки зі Львовим, які не переривалися роками, дозволили спостерігати змужніння таланту останнього і створити такий портрет останнього, що був гідним теж рахуватися втіленням ідеалу доби (портрет М.О. Львова, 1789 рік, Російський музей).
Але ще одну особу, здатну бути ідеалом доби, він зустрів раніше - і це був надзвичайно обдарований архітектор Олександр Кокорінов.
Як і Левицький, Кокорінов Олександр Філіпович ( 1726 - 1772 ) походив з провінції. Але реформи Петра І і значна обдарованість дозволили йому піднятися до щаблів привілейованого дворянського стану, а архітектурна діяльність стала суспільно значущою. Не поважати, не захоплюватися талановитим своїм сучасником Левицький не міг. Все це відбилося і в парадному портреті Ккорінова, який призначали для почесної зали Петербурзької Академії мистецтв.

## Опис твору
Левицький використав розповсюджену схему парадного портрету доби. Портретований тоді позиціонував себе або як діяча державного, або як військового чи мистецького. У військових - обов'язкові мундир, нагороди і батальна сцена на тлі. Державний діяч - поряд зі столом з державно важливими паперами. На парадному портреті архітектора Олександра Кокорінова той демонструє найкраще зі своїх мистецьких досягнень - поземний план Петербурзької Академії мистецтв. Звідси цілком виправданий, логічний жест в бік цього плану. Портретований демонструє найкращі власні якості або найкраще з власних досягнень, аби мати право на повагу і пам'ять.
На портреті Левицького - Кокорінов у всьому блиску мистецьких і соціальних досягнень. Він в парадному вбранні дворянина цілком успішного, звідси крісло, меблі з золоченою бронзою, модна перука. Творчій акт митця закінчився і митець спокійно демонструє готовий результат - унікальний за ясністю і досконалістю поземний план Петербурзької Академії мистецтв. Сучасникам також було відомо, що Кокорінов, здібний адміністратор, був ще й єдиним будівничим громіздкого об'єкту, що тільки додавало поваги його постаті.
Реальне життя складніше за всі схеми. Ще за життя Кокорінова ставлення до нього і до його справ змінилося. Пізнав він і зневагу, і переслідування. Але в рік створення портрету цього ще не могли знати ні сам архітектор, ні художник, що створив образ одного з найкращих своїх сучасників. Адже кого обирає доля, того може найбільше і випробувати.
А кому судьба - белый свет пройти,
и любовь найти, и беды не знать...
А кому судьба - что пожар в степи,
ни уйти, ни спастись, ни унять.